# ديو ماكسويل
ديو ماكسويل (بالإنجليزية: Duo Maxwell)‏ (باليابانية: デュオ・マックスウェル، ماكوسويرو ديو) هو شخصية رئيسية في مسلسل الأنمي التقرير المتنقل الجديد جاندام وينج وكذلك اقتباس المانغا من بانيني كوميكس.

## وصلات خارجية
- ديو ماكسويل على موقع ميوزك برينز (الإنجليزية)